# 디에고 코스타
디에고 다 실바 코스타(스페인어: Diego da Silva Costa, IPA: [ˈdjeɣo ða ˈsilβa ˈkosta])는 또는 지에구 다 시우바 코스타(브라질 포르투갈어: Diego da Silva Costa, IPA: [ˈdʒjeɡu dɐ ˈsiwvɐ ˈkɔstɐ])는 브라질 출신 스페인의 은퇴한 축구 선수로, 현역 시절 스트라이커로 활약하였다.
코스타는 포르투갈의 브라가에서 프로 무대에 첫 발을 드리웠다. 그는 2007년에 아틀레티코 마드리드로 이적한 후, 브라가로 임대되었다가, 이후 셀타와 알바세테로 임대되었고, 2009년에는 바야돌리드로 매각되었다. 그는 그 다음 시즌에 아틀레티코로 복귀한 후, 아게로의 백업으로 활동하였다.
국제 무대에서, 코스타는 2013년에 브라질 국가대표로 두 경기를 출전하였으나, 그는 나중에 스페인을 대표할 의사를 밝혔고, 2013년 9월에 스페인 시민권을 획득하였다. 2014년 3월, 스페인 축구 국가 대표팀으로써의 A매치 데뷔전을 치렀다.

## 클럽 경력

### 포르투갈 / 임대
라가르투 출신으로, 코스타는 상파울루연고의 바르셀로나 이스포르티부 카필라 (Barcelona Esportivo Capela)에서 축구를 시작하였고, 16세까지의 활동은 동네 축구로 제한되었다. 그가 프로 무대 여정의 첫 발을 내딛은 곳은 포르투갈로, 그는 2006년 2월에 브라가와 계약을 체결하였고, 그는 이어지는 몇 달 동안 클럽의 리저브팀에서 시간을 보냈다.
2006년 여름, 코스타는 2부 리그의 FC 페나피엘로 임대되었다. 그러나, 12월, 그는 아틀레티코 마드리드에 €1.5M의 가격으로 50%의 선수 지분이 매각되었다. 그는 프리메라리가 2006-07 시즌 잔여 기간 동안 브라가에 임대되었고, 1-0으로 승리한 파르마와의 UEFA컵 경기 (합계 2-0)에서 그의 브라가 첫 골을 득점하였으나; 이어지는 두 시즌 동안, 그는 또다시 임대되었는데, 두 번 모두 세군다 디비시온의 셀타 비고와 알바세테 발롬피에로 차례로 임대되어, 정기적으로 출장과 득점을 기록하였다.

### 바야돌리드
2009년 7월 8일, 코스타는 골키퍼 세르히오 아셍호를 아틀레티코가 영입하는 조건으로 레알 바야돌리드에 매각되었고, 시즌 종료 후에 아틀레티코 의사에 따라 재영입할 수 있는 바이백 조항이 이적 협상에 포함되었다.
그는 처음 12경기에서 6골을 득점하며 카스티야 이 레온 연고의 팀에서 우수한 초반 활약을 펼쳤으나, 이어지는 5달 반의 기간 동안 단 한골에 그쳤고, 팀은 라 리가 강등으로 시즌을 종료하였다.

### 아틀레티코 마드리드
2010년 6월, 코스타는 매트릭스 제작자들 (Colchoneros) 에 재합류하였고, 초반에 세르히오 아구에로와 디에고 포를란의 백업으로 활동하였고, 아틀레티코는 비공개로 브라가로부터 30%의 선수 잔여지분을 지불하였다. (이전에는 €833,000의 부담료를 게스티푸트의 에이전트에 대야 했다.) 9월 26일, 세르히오 아구에로의 부상을 기회로 삼아, 교체 요원으로 벤치를 지키던 그는 레알 사라고사와의 홈 경기에서 1-0 결승골을 득점하였다. 이듬해, 4월 3일, 이미 키케 플로레스에 의해 디에고 포를란이 후보로 강등된 와중에, 그는 3-2로 이긴 오사수나와의 경기에서 혼자 팀의 3골을 모두 득점하였다.
2011년 7월, 아틀레티코의 프리시즌 기간 도중, 코스타는 무릎 중상을 당하였고, 대부분의 시즌 기간 동안 결장을 하게 되었다. 2012년 1월 23일, 그는 같은 1부 리그에 소속된 라요 바예카노로 6월까지 임대되었고; 5-3으로 이긴 레반테 원정 경기에서의 멀티골을 포함하여 처음 3번의 경기에서 4골을 넣었다.
2012년 12월, 코스타는 2번의 다른 경기에서 여러 차례의 다툼에 연루되었는데, 우선 0-2로 패한 레알 마드리드와의 지역 더비 경기에서 그는 징계를 면하였으나, 0-1로 패한 빅토리아 플젠과의 이 시즌 유로파리그 경기에서 그는 퇴장을 당하였고, 그는 UEFA에 의해 4경기 출장 정지 징계를 받았다. 그러나 이 사건은 디에고 시메오네가 그를 선발 라인업에 포함시키는데 주저시키지 않았고, 그는 6-0으로 이긴 데포르티보 라코루냐와의 리그전과 3-0으로 이긴 헤타페와의 코파 델 레이의 경기, 두 경기에서 3골을 득점하며 이에 응답하였다.
세비야와의 코파 델 레이 준결승전 이후, 코스타의 이 대회 득점은 7골로 늘었는데, 이 중 3골을 이 준결승전에서 기록하였다: 2-1로 이긴 1차전에서, 그는 페널티킥으로 2번 골망을 갈랐고, 에스타디오 라몬 산체스 피스후안에서 열린 2차전에서, 그는 개인기로 1골을 추가하였고, 라다멜 팔카오에게 또다른 한 골을 어시스트하였으며, 가리 메델과 조프리 콩도그비아, 두 선수의 퇴장 상황과 엮였고, 팀은 2-2로 비겼다.
코스타는 2013년 5월 17일, 도시 라이벌 레알 마드리드와의 코파 델 레이 결승전에서 아틀레티코의 동점골을 삽입하였고, 2-1의 승리를 공헌하며, 1999년부터 이어오던 무승 행진을 25경기만에 끊었고, 미란다의 연장전 헤딩골로 팀의 10번째 대회 우승을 확정지었다. 그에 따라, 그는 이 대회에서 8골로 크리스티아누 호날두를 한 골차로 제치고 최다 득점자가 되었다.

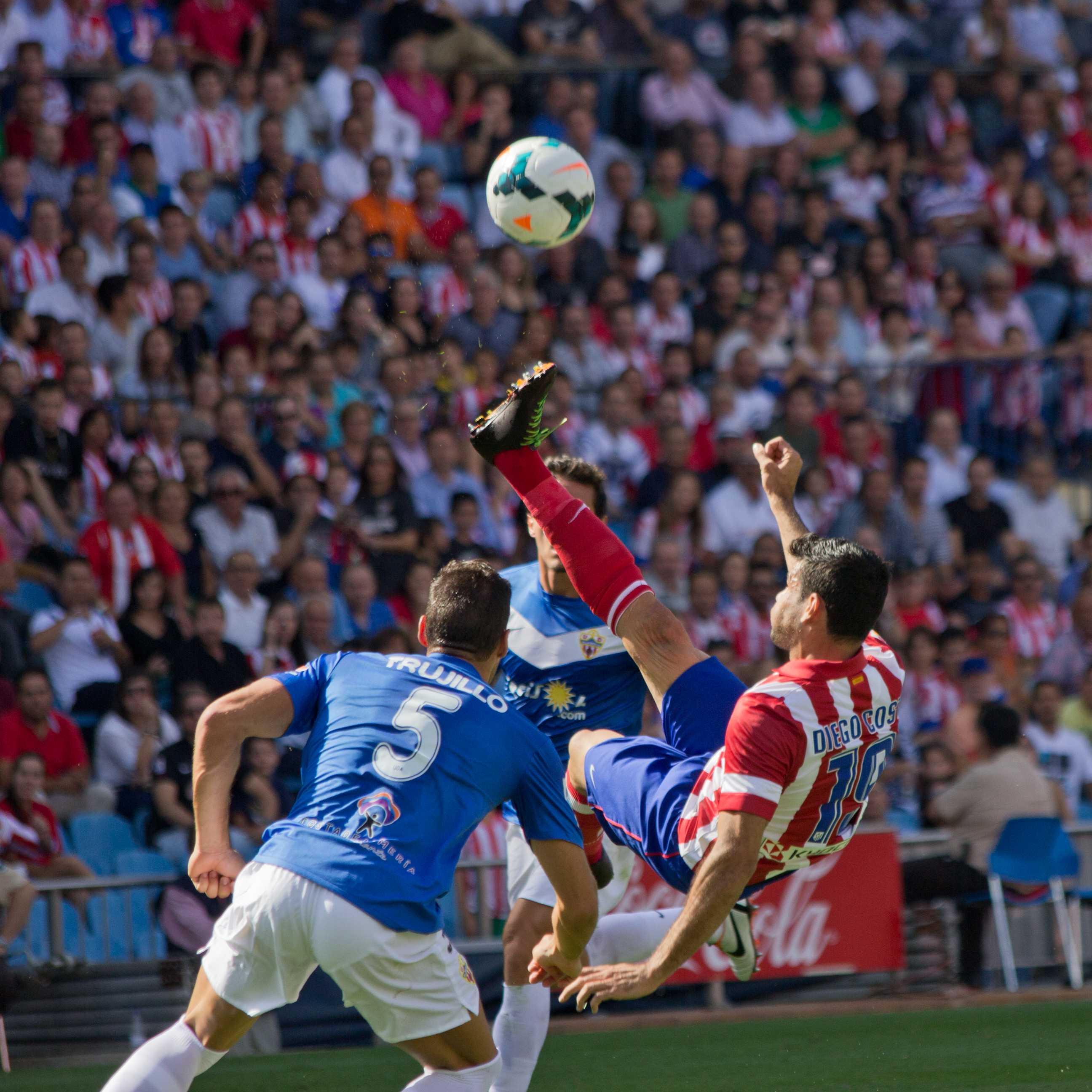
2013년 9월, 알메리아전의 코스타

2013년 8월, 코스타는 리버풀이 방출 조항에 해당하는 €25M과 아틀레티코의 3배 급여를 제의하면서 강력하게 링크되었다. 그러나, 그는 클럽 잔류를 선택하였고, 2018년까지 재계약하면서 급여를 2배로 늘렸으며; 며칠 후에 3-1로 이긴 세비야와의 2013-14 프리메라리가 개막전에서 멀티골로 재계약을 자축하였다.
9월 24일, 코스타는 2-1로 이긴 오사수나와의 홈 경기에서 두 골을 모두 득점하며, 선두 바르셀로나와 6경기 동안 승점이 같도록 하였다. 나흘 후에, 데르비 마들레뇨에서, 그는 1-0 결승골을 득점하며 레알에게 5달도 채 안된 시점에 두 번째 산티아고 베르나베우 패배를 안겼다.
2013년 10월 22일, 코스타는 아우스트리아 빈과의 경기에서 UEFA 챔피언스리그 데뷔를 하여 멀티골을 득점하였고, 이 중 첫 골은 훌륭한 개인기를 통해 기록하며 팀의 조별 리그 원정 3-0 승리에 공헌하였다. 이듬해 2월 19일, 밀란과의 16강 1차전에서, 그는 경기 종료를 7분 남겨놓고 가비의 코너킥을 1-0 결승골로 연결하였고; 이어지는 2차전에서는 2골을 추가하며 4-1 승리를 도와, 아틀레티코를 17년만에 처음으로 8강에 올려놓았다. 첼시와의 준결승 2차전에서도 골을 기록하며 팀의 2번째 결승 진출을 도왔다. 그러나 이후 부상을 당하였고, 미처 회복되지 않은 상태에서 결승전에 선발 출장하였다가 10분만에 교체되었다. 이는 교체 카드의 제한을 불러와 패배의 한 원인이 되었다.

### 첼시 FC
2014년 5월 영국 스카이스포츠는 코스타가 잉글랜드의 첼시로 3200만 유로(약 550억원)에 이적했다고 보도했다. 2014-15 시즌, 리그에서만 20골을 기록하며 득점 순위 3위에 랭크되었다
2015-16 시즌 6라운드 아스널과의 홈경기 도중 아스널 수비수 로랑 코시엘니를 가슴으로 밀쳐 넘어뜨렸고, 이것을 본 가브리엘 파울리스타와 언쟁을 하였다. 이후 가브리엘 파울리스타가 화를 참지 못하고 뒷발로 코스타를 가격하며 퇴장당했고, 원인을 제공한 코스타는 징계받았다.11라운드 리버풀과의 경기에서는 리버풀 수비수 마르틴 스크르텔과 공중볼 경합 후 엉켜 착지하는 과정에서 가슴을 다리로 내려찍었으나 바로 먼저 스크르텔에게 손을 내밀었다.
그 이후, 16-17 시즌이 끝나고, 콘테 감독과의 문자 사건으로 전력에서 완전히 제외되었고, 2017년 9월 21일(한국시간)에 기본 5500만 유로(약 742억원)에 보너스 1000만 유로(약 135억원) 이적료를 기록하며 친정팀인 아틀레티코 마드리드로 3년 만에 복귀를 확정지었다.

### 아틀레티코 마드리드로의 복귀
2017년 9월 21일(한국시간)에 이적료 5,500만 유로(약 744억 9,475만원), 보너스 1,000만 유로(약 135억 4,450만원)로 2021년까지 계약을 맺고 아틀레티코 마드리드로 복귀한 코스타는 소속팀이 유소년 영입 조항 위반으로 오는 1월까지 영입 선수를 스쿼드에 등록시킬 수 없는 징계를 받고 있어 2018년 1월에 출전이 가능하다.

## 국가대표팀 경력
2013년 3월 5일, 코스타는 루이스 펠리피 스콜라리 감독에 의해 며칠 뒤 제네바에서의 이탈리아, 런던에서의 러시아와의 친선경기 두 번을 앞두고 발탁되었다. 그는 2-2로 비긴 전자의 경기에서 브라질 데뷔전을 치르었는데, 그는 후반전 중간에 프레드와 교체 투입되었다.
2013년 9월, 스페인 왕립 축구 협회는 FIFA에 코스타의 스페인 국가대표팀 차출에 대한 공식적인 승인을 요구하였다. 그는 얼마 전 여름에 스페인 시민권을 획득한 상태였다.
2013년 10월 29일, 코스타는 스페인 국가대표로 국제 경기에 활약할 의사를 선언하였고, 브라질 축구 연맹 (CBF) 에게 편지를 제출하였다. 이 소식을 들은 스콜라리는: "브라질 선수가 브라질 국가대표팀의 유니폼을 입는 것을 거부하고 자국에서의 월드컵에 참가하는 것은 당연히 거부되었다. 그는 우리 국가대표팀, 월드컵 5회 우승을 거둔 브라질과 100만명의 꿈을 배신하였다."라고 의사를 표명하였다.
브라질 축구 연맹의 사법 디렉터, 카를루스 에우제니우 로페스는 "이 선택을 내린 데에는 재정적 요인이 분명하다. CBF의 회장 주제 마리아 마린은 사법부에서 법적 조치를 내려 그의 브라질 시민권을 박탈할 권한을 내렸으나, 지에구 코스타가 거부하였다. 회장은 코스타가 그는 브라질이 아닌 스페인에 헌신하여 스콜라리 호를 더럽힐 것이라 생각하여, 그들의 일부가 되기엔 부적절하다고 스스로 증명하였다. 그는 브라질 시민이기를 포기하였다. 마린은 이 사태를 심층적으로 파악하여, 스페인에서 영원히 파악하지 못하도록 할 것을 의뢰받았다. 그는 나에게, 이제부터, 코스타는 국가대표팀에 '페르소나 논 그라타'로 이 일화로 인해 환영 받아서는 안된다고 하였다".
2014년 2월 28일, 비센테 델 보스케는 코스타를 이탈리아와의 친선전을 위해 스페인 엔트리에 차출시켰다. 그는 3월 5일에 그의 모구단 홈구장인 에스타디오 비센테 칼데론에서 90분 풀 타임을 소화하며 데뷔하였고, 이 경기에서 홈팀이 1-0으로 승리하였다. 2014년 6월 14일, 네덜란드와의 2014년 FIFA 월드컵 1차전에서 페널티킥을 얻어낸 것 외엔 별다른 활약을 보이지 못했고, 팀은 1-5로 패하였다. 다음 경기인 칠레전에서도 활약을 보이지 못한채 팀은 0-2로 패하였고, 오스트레일리아와의 최종전엔 출전하지도 못했다.
2018년 FIFA 월드컵 조별 예선 포르투갈과의 1차전 경기에서 2골을 넣었고, 2차전 이란과의 경기에서도 1골을 기록하였다.

## 수상
아틀레티코 마드리드
- UEFA 슈퍼컵: 2010, 2012
- 코파 델 레이: 2012-13
- 수페르코파 데 에스파냐 준우승: 2013
- 프리메라리가 : 우승 (2013-14)
- UEFA 챔피언스리그 : 준우승 (2013-14)
- UEFA 유로파리그 우승: 2017-2018

첼시
- 프리미어리그 : 우승 (2014-15, 2016-17)

### 개인
- 코파 델 레이 득점왕: 2012-13
- 2018년 FIFA 월드컵 맨 오브 더 매치 : vs. 이란 (조별리그)

## 통계
2017년 5월 27일 기준
| 팀                  | 시즌                     | 국내 리그                | 국내 리그 | 국내 리그 | 국내 컵 | 국내 컵 | 대륙 | 대륙 | 합계 | 합계 |
| 팀                  | 시즌                     | 디비전                   | 출장      | 골        | 출장    | 골      | 출장 | 골   | 출장 | 골   |
| ------------------- | ------------------------ | ------------------------ | --------- | --------- | ------- | ------- | ---- | ---- | ---- | ---- |
| 페나피엘            | 2006–07                  | 세군다리가               | 13        | 5         | 1       | 0       | —    | —    | 14   | 5    |
| 브라가              | 2006–07                  | 프리메이라리가           | 7         | 0         | 1       | 0       | 2    | 1    | 10   | 1    |
| 셀타                | 2007–08                  | 세군다 디비시온          | 30        | 5         | 1       | 0       | —    | —    | 31   | 5    |
| 알바세테            | 2008–09                  | 세군다 디비시온          | 35        | 9         | 1       | 0       | —    | —    | 36   | 9    |
| 바야돌리드          | 2009–10                  | 라 리가                  | 34        | 8         | 2       | 1       | —    | —    | 36   | 9    |
| 아틀레티코 마드리드 | 2010–11                  | 라 리가                  | 28        | 6         | 5       | 1       | 6    | 1    | 39   | 8    |
| 라요 바예카노       | 2011–12                  | 라 리가                  | 16        | 10        | 0       | 0       | —    | —    | 16   | 10   |
| 아틀레티코 마드리드 | 2012–13                  | 라 리가                  | 31        | 10        | 8       | 8       | 5    | 2    | 44   | 20   |
| 아틀레티코 마드리드 | 2013–14                  | 라 리가                  | 35        | 27        | 8       | 1       | 9    | 8    | 52   | 36   |
| 아틀레티코 마드리드 | 아틀레티코 마드리드 총합 | 아틀레티코 마드리드 총합 | 94        | 43        | 21      | 10      | 20   | 11   | 135  | 64   |
| 첼시                | 2014–15                  | 프리미어리그             | 26        | 20        | 4       | 1       | 7    | 0    | 37   | 21   |
| 첼시                | 2015–16                  | 프리미어리그             | 28        | 12        | 5       | 2       | 8    | 2    | 41   | 16   |
| 첼시                | 2016–17                  | 프리미어리그             | 35        | 20        | 7       | 2       | —    | —    | 42   | 22   |
| 첼시                | 2017–18                  | 프리미어리그             | 0         | 0         | 0       | 0       | —    | —    | 0    | 0    |
| 첼시                | 첼시 총합                | 첼시 총합                | 89        | 52        | 16      | 5       | 15   | 2    | 120  | 59   |
| 총합                | 총합                     | 총합                     | 317       | 134       | 43      | 16      | 37   | 14   | 397  | 164  |